# Carex limicola
Carex limicola là một loài thực vật có hoa trong họ Cói. Loài này được H.Gross mô tả khoa học đầu tiên năm 1930.